# كام بيرغمان
كام بيرغمان هو لاعب اللاكروس كندي، ولد في 14 يناير 1983 في كوكويتلام في كندا.